# Cottenau
Cottenau  (oberfränkisch: Guddenah) ist ein Gemeindeteil des Marktes Wirsberg im oberfränkischen Landkreis Kulmbach in Bayern. Cottenau liegt in der Gemarkung Neufang.

## Lage
Das Kirchdorf liegt auf hügeliger Flur. Unmittelbar westlich erhebt sich die Bühlspitz (539 m ü. NHN). Die Kreisstraße KU 1/HO 22 führt nach Gundlitz (2,3 km östlich) bzw. nach Goldene Adlerhütte (1,3 km südwestlich). Eine Gemeindeverbindungsstraße führt nach Osserich (1,4 km südlich). Wirtschaftswege führen über Einöde nach Schmölz (1 km nordwestlich) und nach Weißenbach (1 km südlich).

## Geschichte
Der Ort wurde im Jahr 1289 als „Kotenauwe“ erstmals urkundlich erwähnt. Das Bestimmungswort des Ortsnamens ist der Personenname Godo/Koto, die Kurzform von Godabald/Cotobald. Als Ortsbezeichnungen sind „Kotenaube“, „Kotenaw“, „Kothnaw“ und „Kotnaw“ bekannt. Der Ort wurde als Radialhufendorf angelegt mit Waldhufen und einem zentralen Anger mit dem Dorfweiher. Cottenau hatte einen eigenen Ortsadel, der von Herren von Cottenau, die in enger Beziehung zu den Walpoten standen. Nach dem Aussterben der Andechs-Meranier gelangte Cottenau über die Grafen von Orlamünde an die Burggrafen von Nürnberg, die späteren Bayreuther Markgrafen. Die Familie von Cottenau starb um 1500 aus. Als neuer Besitzer von Cottenau erschien der Wirsberger Amtmann Sebastian von Waldenfels. Ab 1523 wurden die Guttenberger belehnt. Spitalbauern zinsten zum Spital in Kupferberg. Das vogtländische Geschlecht von Oberländer saß über fünf Generationen auf dem Rittergut.
Cottenau war eine Realgemeinde. Zu dieser gehörten Einöde und Schlackenmühle. Gegen Ende des 18. Jahrhunderts bestand Cottenau aus 24 Anwesen, einem Schloss mit Schmiede, Gerichtsdienerhaus, Försters- und Pächterswohnung, einer Kirche und ein Pfarr- und Schulhaus. Das Hochgericht übte das bayreuthische Vogteiamt Wirsberg aus. Die Dorf- und Gemeindeherrschaft hatte das Rittergut Cottenau. Grundherren waren
- das Rittergut Cottenau: 1 Mühlgut, 2 Güter, 3 Gütlein, 12 Tropfhäuser,
- das St.-Katharinen-Spital Kupferberg: 3 Güter, 2 Tropfhäuser,
- die Pfarrei Wirsberg: 1 Söldengut.[10]

Von 1797 bis 1810 unterstand der Cottenau dem Justiz- und Kammeramt Kulmbach. Mit dem Gemeindeedikt wurde der Ort dem 1811 gebildeten Steuerdistrikt Wirsberg und der im selben Jahr gebildeten Munizipalgemeinde Wirsberg zugewiesen. 1812 erfolgte die Überweisung an das Steuerdistrikt und Ruralgemeinde Neufang. Am 1. April 1971 wurde Cottenau in die Gemeinde Wirsberg eingegliedert.

### Baudenkmäler
- Haus Nr. 5: Wohnstallhaus
- Haus Nr. 9/10: St. Peter und Paul mit Kirchhof, seiner Ummauerung und den einbezogenen Gebäuden
- Haus Nr. 31: Schloss Cottenau

### Einwohnerentwicklung
| Jahr      | 001809 | 001818 | 001861 | 001871 | 001885 | 001900 | 001925 | 001950 | 001961 | 001970 | 001987 |
| Einwohner | 176    | 143 *  | 236    | 213    | 224    | 179    | 170    | 195    | 163    | 140    | 97     |
| Häuser    |        | 34 *   |        |        | 27     | 30     | 31     | 32     | 31     |        | 33     |
| Quelle    | [ 14 ] | [ 11 ] | [ 15 ] | [ 16 ] | [ 17 ] | [ 18 ] | [ 19 ] | [ 20 ] | [ 21 ] | [ 22 ] | [ 1 ]  |

## Religion
Cottenau ist seit der Reformation evangelisch-lutherisch geprägt und nach St. Johannis gepfarrt.